# جینا کائوس
جینا کائوس (آلمانی: Gina Kaus؛ ‏ ۲۱ اکتبر ۱۸۹۳ – ۲۳ دسامبر ۱۹۸۵) فیلم‌نامه‌نویس، نویسنده، و رمان‌نویس اهل اتریش بود. وی با آغاز جنگ جهانی دوم، در ۲۰ سپتامبر ۱۹۳۹ به ایالات متحده آمریکا مهاجرت کرد و در آنجا به فعالیت مشغول شد و تنها پس از پایان جنگ در سال ۱۹۴۸ به وین بازگشت و در سال ۱۹۵۱ نیز دیداری از برلین داشت.
از فیلم‌ها یا سریال‌های تلویزیونی که وی در آن‌ها نقش داشته‌است، می‌توان به دانوب سرخ، ما متأهل نیستیم!، ردا، سه راز، کارهای ناشایست جولیا و یک قسمت از آلفرد هیچکاک تقدیم می‌کند اشاره نمود.